# Pałac Królewski w Queluz
Pałac Królewski w Queluz (port: Palácio Real de Queluz) – pałac pochodzący z XVIII wieku, znajdujący się w Queluz, w gminie Sintra, w dystrykcie Lizbona. Jest jednym z ostatnich wielkich budynków wzniesionych w stylu rokoko w Europie. Pałac został wybudowany jako letnia rezydencja dla króla Piotra III, który później był mężem swojej siostrzenicy, królowej Marii I.
Pełnił funkcję dyskretnego miejsca schronienia dla królowej Marii, której zdrowie psychiczne pogorszyło się po śmierci jej męża w 1786. Po pożarze, który miał miejsce w Pałacu Ajuda w 1794 roku, Pałac Queluz stał się oficjalną rezydencją portugalskich władców, przyszłego króla Jana VI i jego rodziny. Tak pozostało, kiedy to rodzina królewska uciekła do Brazylii w 1807 roku po inwazji Francji w Portugalii.
Budowa pałacu rozpoczęła się w 1747 roku według projekut architekta Mateusa Vicente de Oliveiry. Mimo że jest znacznie mniejszy, jest często nazywany „Portugalskim Wersalem”. Od 1826 roku pałac powoli tracił na znaczeniu jako siedziba królewska. W 1908 roku stał się własnością państwa. Po pożarze w 1934 roku, które zniszczyło wnętrze, pałac został gruntownie odrestaurowany i obecnie jest otwarty dla turystów, jako ważna atrakcja turystyczna.
W jednym ze skrzydeł Pałacu Queluz, Pavilhão de Dona Maria, zbudowanym w latach 1785-1792 przez architekta Manuela Caetano de Sousa, znajduje się dziś ekskluzywny pokój dla zagranicznych głów państw odwiedzających Portugalię.
Został sklasyfikowany jako Pomnik Narodowy w 1910 roku.